# Albert van Ouwater
Albert van Ouwater, též Aelbert van Ouwater, původně zřejmě podle místa narození Oudewater (kolem 1415? Oudewater? u Goudy – kolem 1475? Haarlem) byl holandský malíř.

## Život

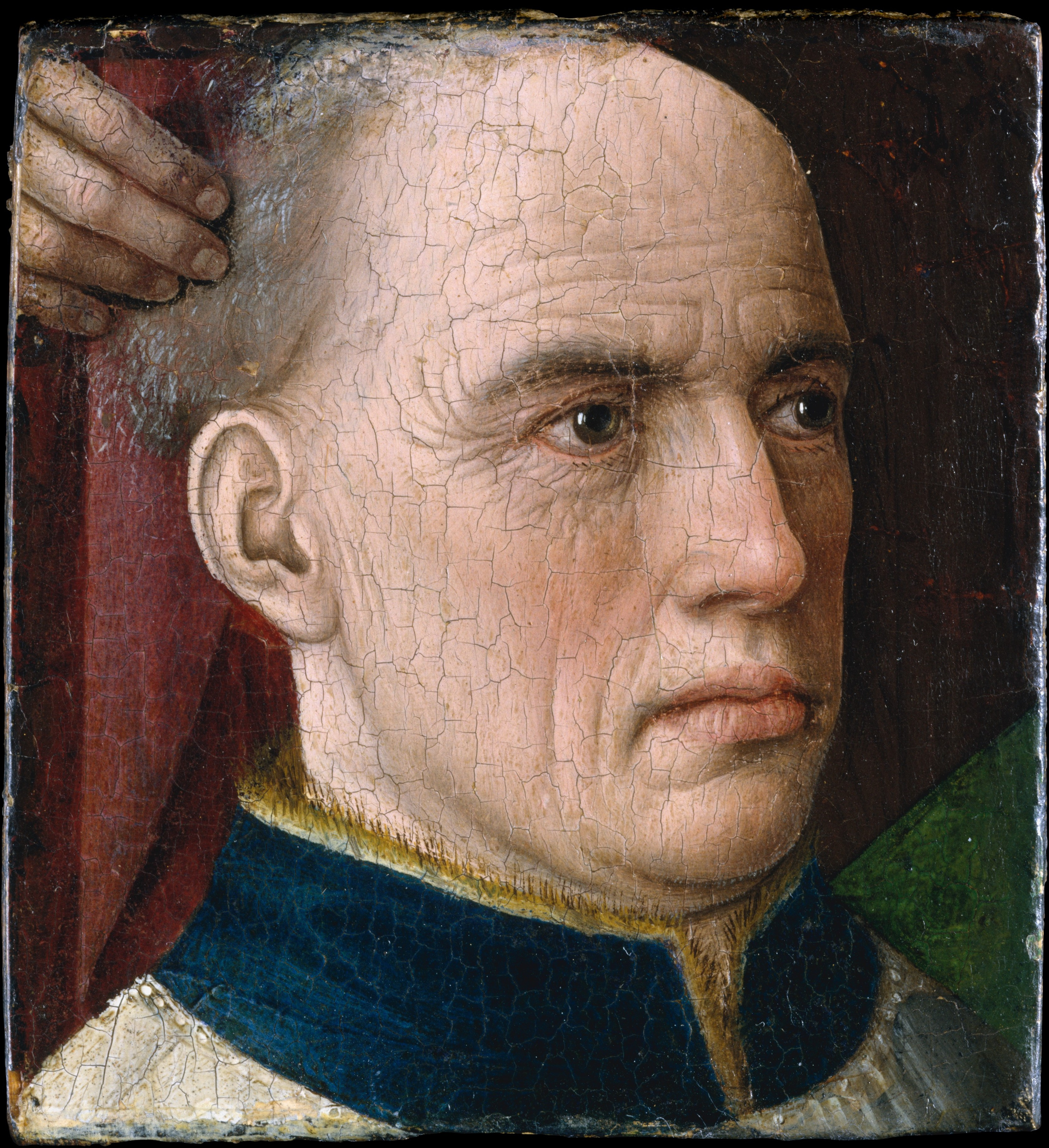
Hlava donátora, připisováno Albertu van Ouwaterovi

O malířském školení Alberta van Ouwatera není nic známo, ale předpokládá se, že byl obeznámen s díly vlámských malířů Petruse Christuse, Rogiera van der Weyden, Dierica Boutse a Jana van Eycka, od kterého patrně převzal techniku olejomalby. Podle Karla van Mandera byl prvním velkým holandským (nikoli vlámským) malířem. Byl zakladatelem holandské malířské školy v Haarlemu. Ouwaterovým žákem byl Geertgen tot Sint Jans.
V minulosti byl některými historiky umění ztotožňován s jinými holandskými mistry, jako Jacobem Bellaertem, Mistr Tiburtinské Sibylly, Mistr svatých obrazů nebo tvůrce miniatur v Turínsko-Milánské modlitební knize, ale tyto domněnky jsou považovány za vyvrácené.

## Dílo
Podle Mandera byla Ouwaterova dílna proslulá malbou krajin, ale žádná taková díla se nezachovala. Mander zmiňuje oltářní obraz s apoštoly Petrem a Pavlem v poutní kapli Groote Kerk, kde na predelle byla namalována krajina s poutníky do Říma. Jediným dílem, které je bezpečně připsáno Albertu van Ouwaterovi je Vzkříšení Lazara (Gemäldegalerie Berlin). Obraz má neobvyklou vertikální kompozici, jako oltářní obraz Dierica Boutse Poslední večeře (Lovaň). Podle Smarta je možné, že oba malíři mohli nějaký čas společně pracovat v Lovani, než Ouwater přesídlil do Haarlemu. Byl inovátorem v užití světla, které jeho obrazům dává bohatší tonalitu a větší hutnost forem. Podle jiného zdroje je vztah obou malířů opačný – Bouts se narodil v Haarlemu a do Louvain přesídlil před rokem 1457.

### Další díla, jejichž autorem by mohl být Ouwater
- Kristus na kříži, Gemäldegalerie Berlin (Jan van Eyck, Hubert van Eyck nebo Aelbert Ouwater)
- Nesení kříže, Szépmüvészeti Múzeum Budapest (kopie ztraceného díla Jana van Eycka, jako tvůrce zvažován mimo jiné Aelbert Ouwater)
- Hlava donátora, fragment, Metropolitan Museum of Art New York (přisuzováno Ouwaterovi pro styl podobný Vzkříšení Lazara)
- Svatá rodina, Koninklijk Museum voor Schone Kunsten Antwerpen (okruh Aelberta Ouwatera)
- Zmrtvýchvstání Krista (nezvěstné, stará fotografie z Germanisches Nationalmuseum v Norimberku (1906-1908), na kterém obraz udáván jako dílo Aelberta van Ouwatera)
- Sv. Petr na trůnu (nezvěstné, původně soukr. sbírka, zapůjřeno na výstavu v Kolíně nad Rýnem)
- Kristus na kříži (nezvěstné, původně zapůjčeno ze soukr. sbírky do Wallrafianum v Kolíně)